# Христианство в Кении

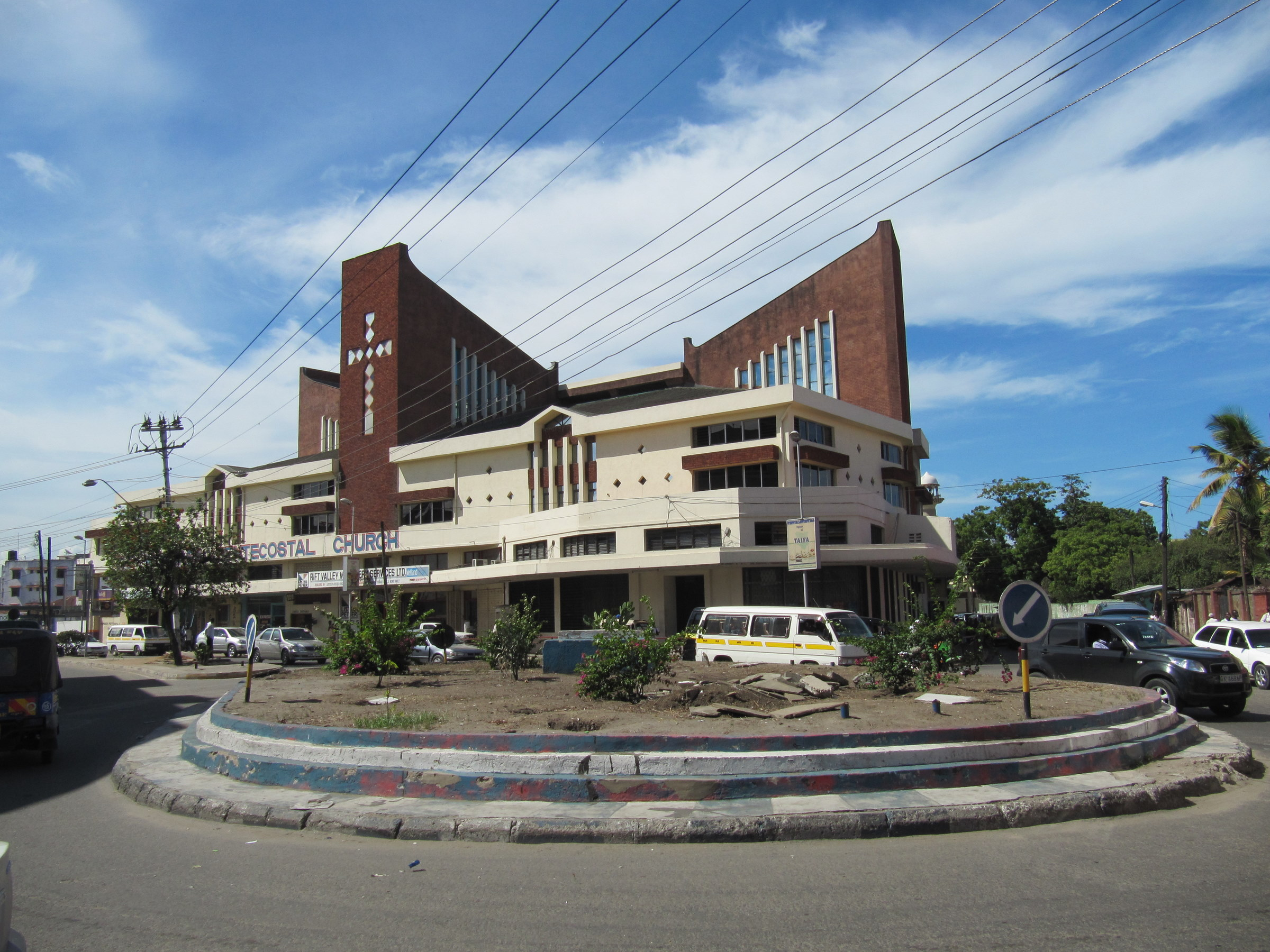
Пятидесятническая церковь в Момбасе

Христианство в Кении — крупнейшая религия в стране. По данным исследовательского центра Pew Research Center в 2010 году христиане Кении составляли 84,8 % населения этой страны. Энциклопедия «Религии мира» Дж. Г. Мелтона оценивает долю христиан в 2010 году в 82,2 % (33,4 млн). Согласно этому же изданию, христиане были самой быстрорастущей религией в стране в 2000—2010 гг.
Доля христиан в общем населении Кении неуклонно росла последние пол века. Так, в 1960 году христианами были 34,7 % кенийцев; в 1980 — 59,8 %, в 2000 — 74,9 %.
Христианами являются большинство ганда, гусии, камба, кикуйю, куриа, лухья, масаба, суба, тавета, тесо, теусо, хуту, чагга, эмбу, почти все народы группы луо и миджикенда, а также большинство народов календжин и меру. Христианство исповедуют также живущие в стране американцы, британцы, французы и цветные.
В 2010 году в стране действовало 78 тыс. христианских приходов, принадлежащих 493 различным христианским деноминациям.

## Католицизм

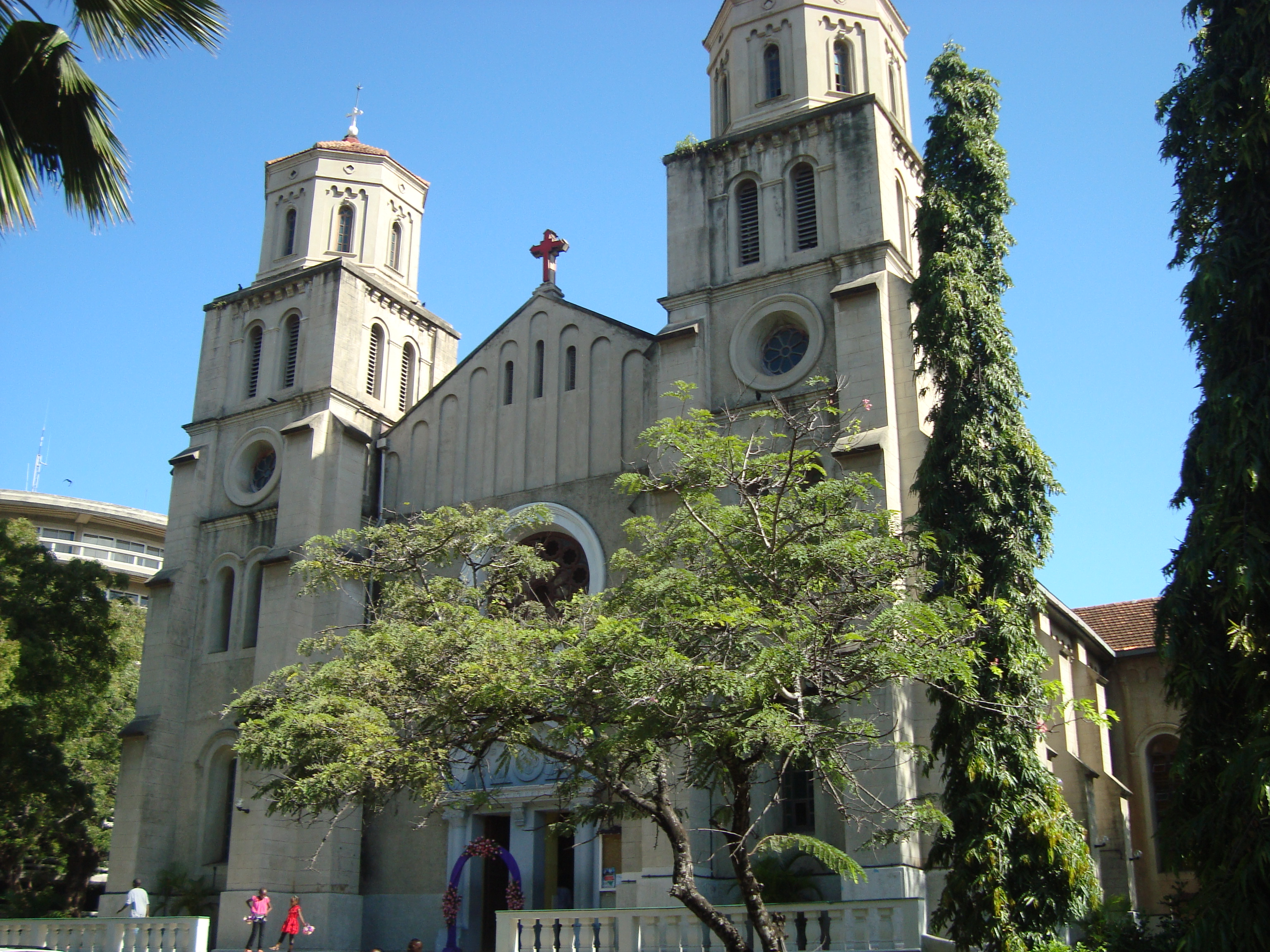
Собор Святого Духа в Момбасе

Первыми христианами в Кении были португальцы, плывущие с Васко да Гамой. Моряки дважды высаживались на побережье Кении (в 1498 и на обратном пути, в 1499) и даже построили небольшую часовню. В XVI веке августинцы начали в стране ряд миссий, однако их служение было прервано с изгнанием португальцев в XVII веке. Римско-католическая церковь начала работу в Кении заново в 1863 году с началом служения монахов из Конгрегации Святого Духа; с 1889 года в стране служат Белые отцы.
Первые кенийские священники были рукоположены в 1927 году; первый епископ — в 1957. К моменту получения независимости в 1963 году католики составляли более 10 % жителей Кении. В 2010 году их доля достигла 22,1 % (8,97 млн). В стране действует 730 приходов этой церкви.
В число католиков входит также верующие Легиона Марии (Мария Легио, Церковь легиона Марии) — организации консервативных католиков, возникшей в Кении в 1962 году. Легион Марии считает себя единственными истинными католиками и насчитывает, по разным оценкам, от 250 тыс. до 2 млн последователей.

## Протестантизм

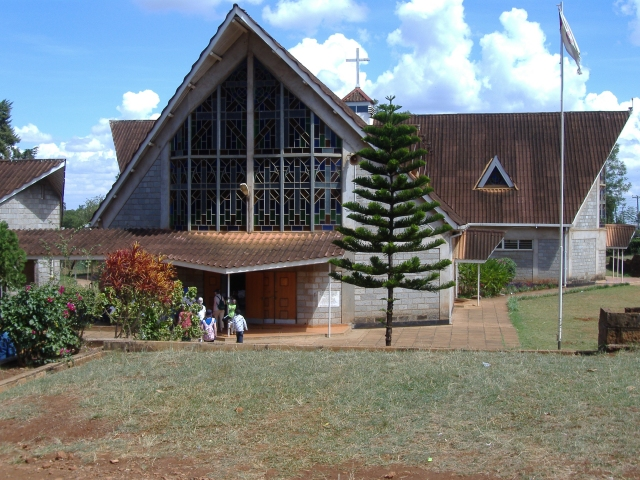
Кафедральный собор англиканской церкви в Эмбу

Служение первого протестанта в Кении, Иоганна Людвига Крапфа, прибывшего миссионером в Кению в 1844 году, привело к созданию нынешней Англиканской церкви Кении. В XIX веке в стране начинают миссию методисты, пресвитериане и евангельские христиане из Африканской внутренней миссии. До начала первой мировой войны к ним присоединяются квакеры и адвентисты.
В 1918 году недалеко от Кисуму начинают служение пятидесятники. После второй мировой войны служение пятидесятников было усилено различными скандинавскими, канадскими и американскими миссиями; рост пятидесятнических общин продолжался всю вторую половину XX века, сделав пятидесятников крупнейшей протестантской конфессией в Кении.
В период между двумя мировыми войнами в Кении появился ряд независимых африканских церквей. С 1956 года в стране служат баптисты.
В 1960 году в стране действовало 7 тыс. протестантских приходов; в 1980 году — 30 тыс., в 2000 году это число выросло до 71 тыс.
В 1999 году в Кении основано Содружество христианских советов и церквей Великих озер и Африканского Рога, являющееся членом Всемирного совета церквей.
В 2010 году протестанты составляли 59,6 % населения этой страны (или 24,16 млн). Крупнейшими протестантскими конфессиями страны являются пятидесятники (7,6 млн) и англикане (3,6 млн). Более миллиона прихожан насчитывают общины евангельских христиан, пресвитериан, баптистов, адвентистов и Новоапостольской церкви. Прихожанами африканских независимых церквей являются ок. 3 млн человек.

## Православие
В начале XX века в Кении образовалась община православных переселенцев (греков). Для их духовных нужд Александрийская патриархия время от времени присылала в страну священников.
В 1946 году под юрисдикцию Александрийской православной церкви перешли приходы Африканской православной церкви — независимой церкви, состоявшей из бывших англикан и методистов, перенявших элементы православного богослужения. С этого момента число православных в Кении растёт: в 1960 году — 150 тыс., в 1980 — 376 тыс., в 2000 — 580 тыс. Популярности православию добавила роль православной церкви в борьбе за независимость (среди лидеров мау-мау были православные верующие) и факт личного знакомства Макариоса III с первым президентом Кении Джомо Кениатой. В 2010 году в православная община Кении насчитывала 650 тыс. верующих и являлась крупнейшей православной церковью на Африканском континенте.

## Маргинальное христианство
Значительное число жителей Кении являются сторонниками маргинального христианства (560 тыс.).
В 1931 году в Кении появились первые проповедники Свидетелей Иеговы. Организация выросла с 4 собраний в 1960 году до 566 в 2013. В настоящее время в Кении ок. 40 тыс. Свидетелей Иеговы.
В конце 70-х годов среди американских служащих в Кении оказались мормоны. В 1979 году были крещены первые африканские верующие-мормоны. В 1991 году Церковь Иисуса Христа святых последних дней была признана государством. В настоящее время в Кении 12 тыс. верующих этой организации.
В стране действуют десятки местных псевдохристианских организаций и сект. Внимание международных СМИ привлёк к себе Иегова Ваниони (род. в 1925) — лидер псевдохристианской группы, утверждающий, что является библейским Богом Иеговой, Создателем Земли. Ваниони признаёт Иисуса Христа своим сыном и утверждает, что способен исцелить любую болезнь.